# Peayanus dubiosus
Peayanus dubiosus är en insektsart som beskrevs av Baker 1926. Peayanus dubiosus ingår i släktet Peayanus och familjen dvärgstritar. Inga underarter finns listade i Catalogue of Life.